# Antona clavata
Antona clavata là một loài bướm đêm thuộc phân họ Arctiinae, họ Erebidae.